# Men at Work
A Men at Work ausztrál new wave/reggae rock/pop rock együttes. Melbourne városában alakultak. Eredetileg 1979-től 1986-ig, majd 1996-tól 2002-ig működtek. Colin Hay 2019-ben újra alakította a zenekart, ez alkalommal háttér-együttesként. Több tagja is volt az együttesnek, Colin Hay az egyetlen, aki a kezdettől fogva képviseli azt. Legismertebb daluk a "Down Under". Eredeti furulyásuk, Greg Ham 2012-ben elhunyt.

## Diszkográfia
- Business as Usual (1981)
- Cargo (1983)
- Two Hearts (1985)